# Chorvatská liga ledního hokeje 1991/1992
Chorvatská liga ledního hokeje 1991/1992 byla první sezónou Chorvatské hokejové ligy v Chorvatsku, které se zúčastnily celkem 3 týmy. Ze soutěže se nesestupovalo.

## Systém soutěže
V základní části každé družstvo odehrálo 6 zápasů. Tým, který se umístil na prvním místě se stal mistrem ligy.

## Základní část
| Vysvětlivka |
| ----------- |
| Vítěz       |

| Poř. | Tým                | Z | V | R | P | VG | OG | B  |
| ---- | ------------------ | - | - | - | - | -- | -- | -- |
| 1.   | KHL Zagreb         | 6 | 6 | 0 | 0 | 56 | 8  | 12 |
| 2.   | KHL Medveščak      | 6 | 1 | 2 | 3 | 20 | 36 | 4  |
| 3.   | KHL Mladost Zagreb | 6 | 0 | 2 | 4 | 13 | 44 | 2  |